# Iglesia de San Antonio (Medellín)
La iglesia de San Antonio es un templo religioso de culto católico bajo la advocación de san Antonio de Padua en la ciudad de Medellín, Colombia.
Este templo, situado al costado occidental del Parque de San Antonio, pertenece al conjunto de templos que se encuentran en el centro de la ciudad. Cuenta con la cúpula más grande de Medellín y una de las más grandes de Colombia.

## Historia
2 de agosto indulgencia plenaria en iglesias franciscanas
Alrededor de lo que hoy es el Parque de San Antonio, llamado antiguamente “Barrancas del Convento”, llegaba en el siglo XIX el río Medellín. Este templo está relacionado con la llegada de los franciscanos a Medellín hace más de un siglo (1874) y su posterior actividad en San Antonio y el templo de San Benito. Cuando se convino iniciar la “Catedral de Villanueva” hoy denominada "Metropolitana", el obispo monseñor José Joaquín Isaza trató de conseguir un arquitecto jesuita. Al no lograrlo se relacionó con los franciscanos y obtuvo el envío de dos sacerdotes de esta comunidad y al arquitecto Felipe Crosti. Benjamín Maschiantonio, franciscano, llegó a Medellín con el fin de ayudar en la construcción de la Catedral de Villanueva. Pero las guerras y la persecución de 1877 detuvieron esas actividades.

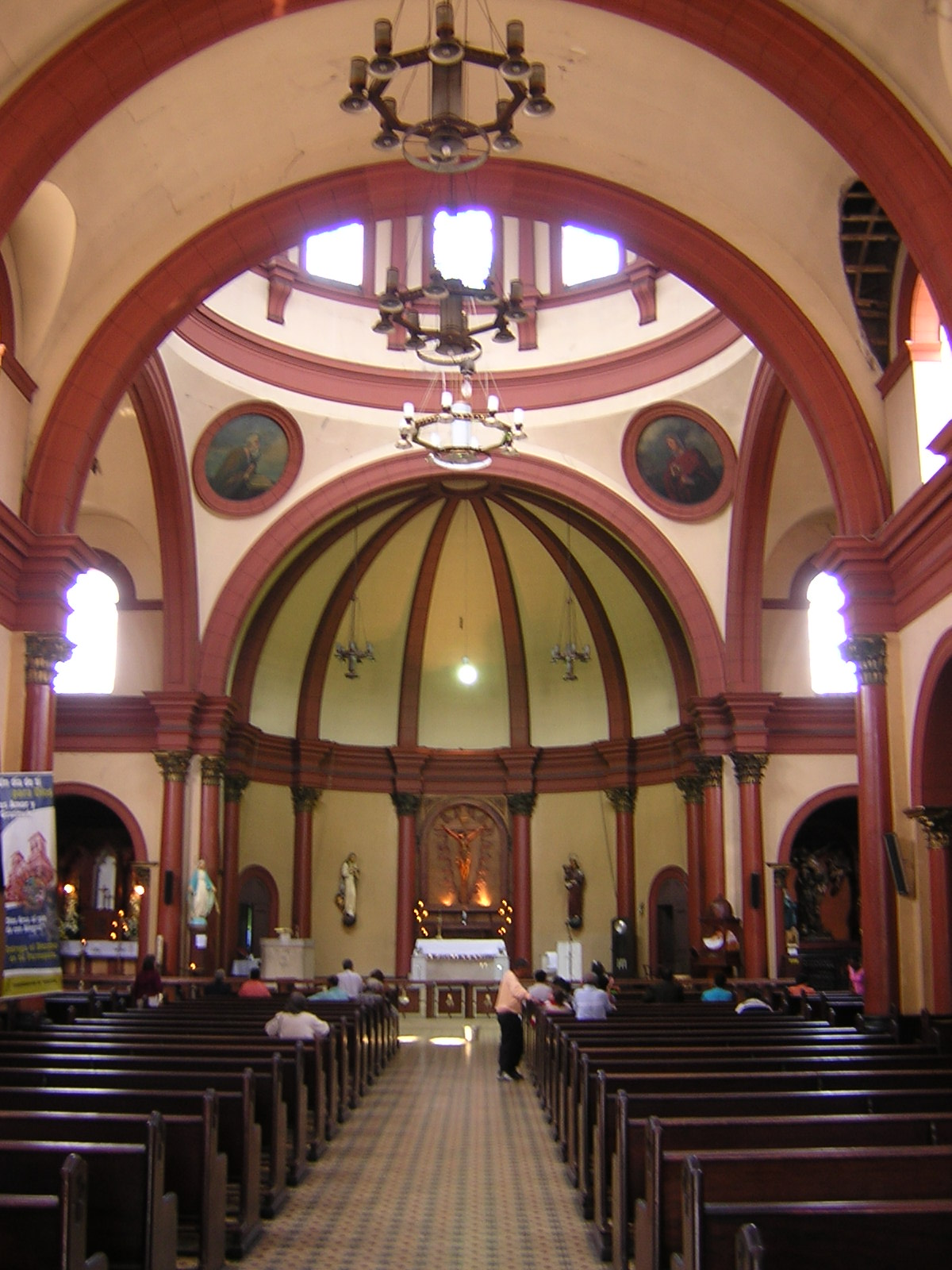
Altar mayor al fondo

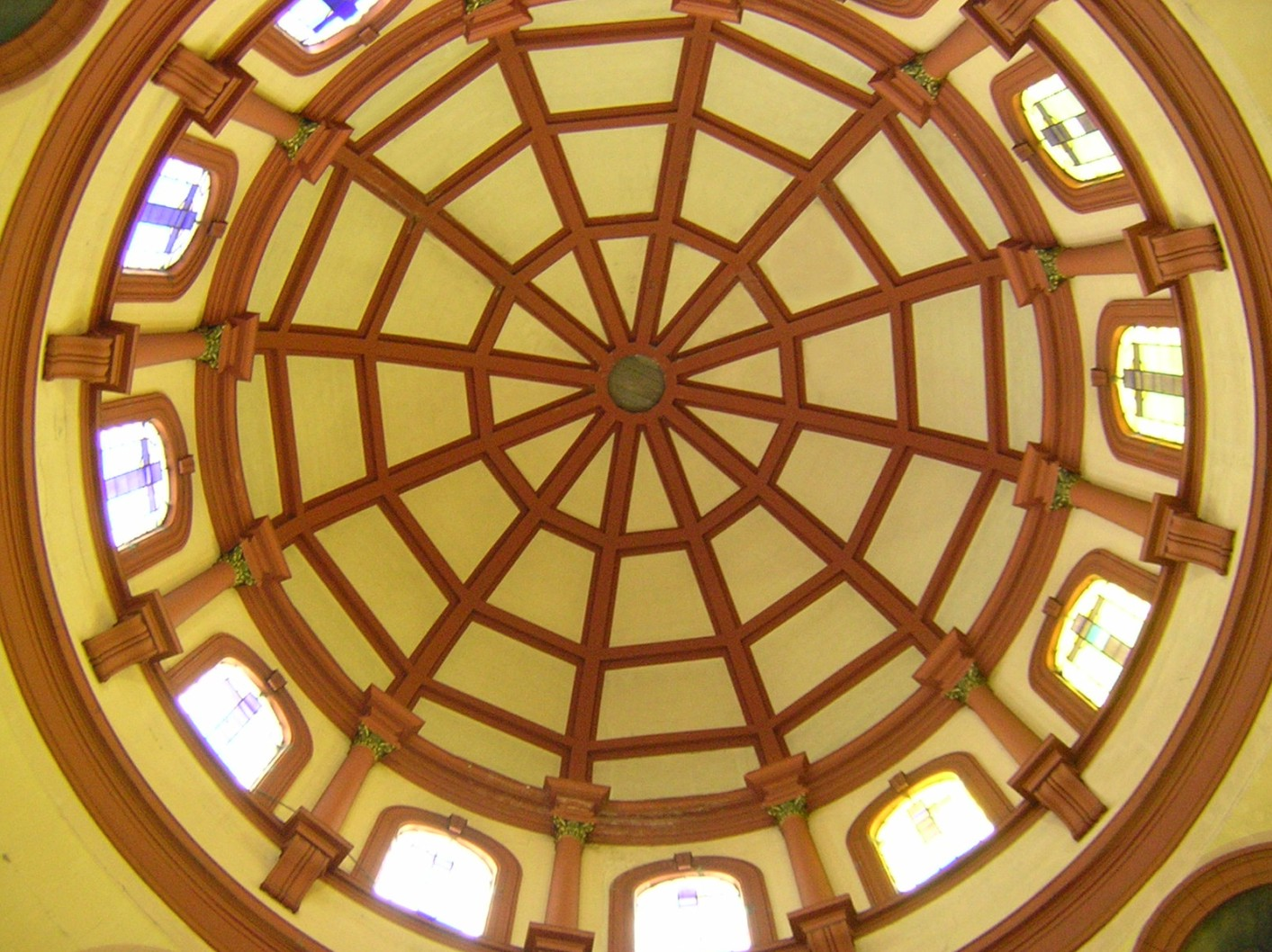
Cúpula

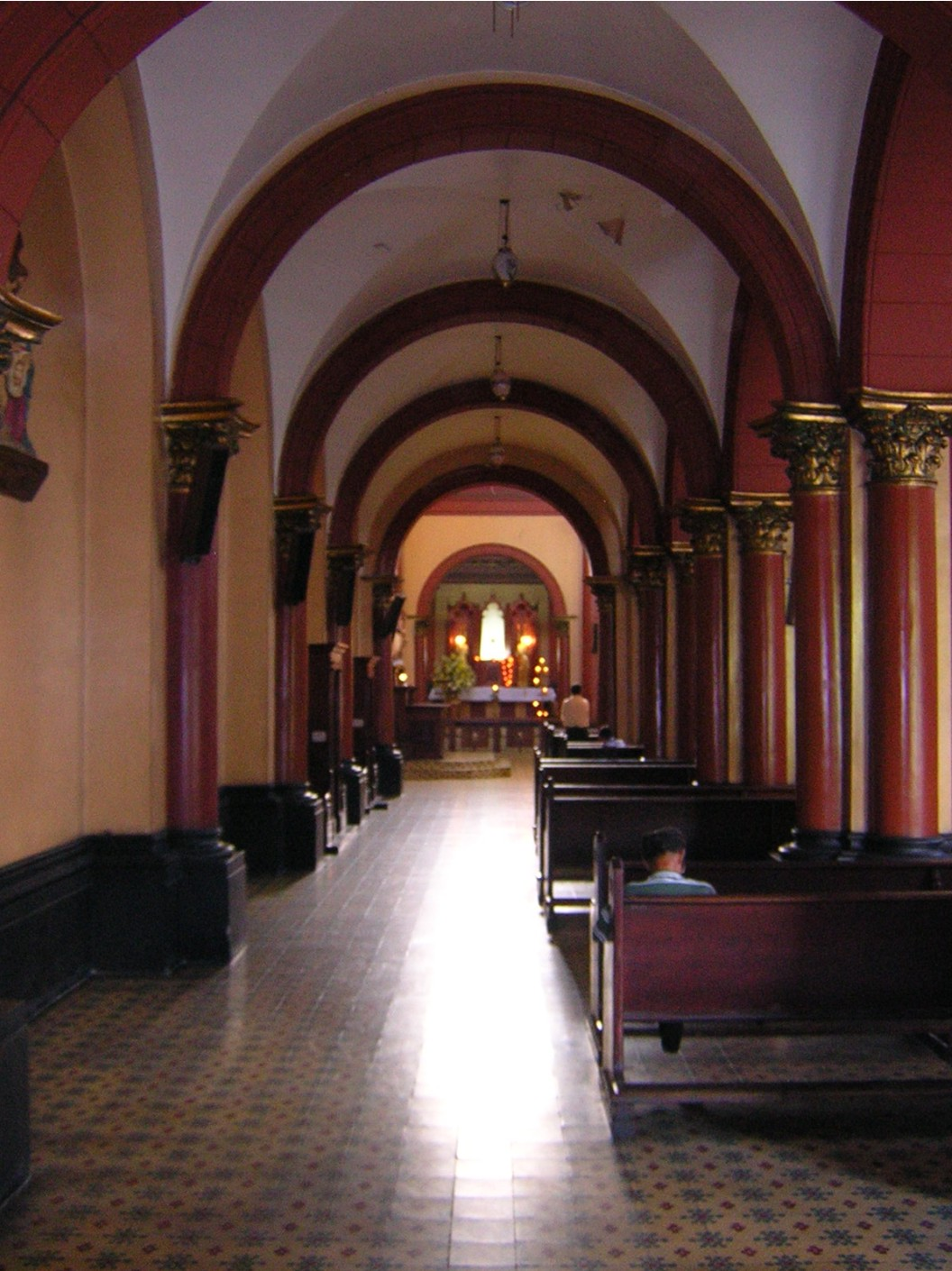
Nave lateral izquierda

El 30 de marzo de 1886 pidió permiso al obispo Bernardo Herrera Restrepo para construir templo y establecer la Comisaría de la Tercera Orden. Había adquirido propiedad en el lugar actual del convento de San Antonio en 1874 y allí tenía su residencia. El obispo Herrera le concedió el permiso con la condición de que fuera aprobado por el General de la Orden y se elaboraran reglamentos especiales. Informó el obispo al metropolitano de Bogotá: «P. Benjamín Maschiantonio comenzó a construir templo y hospicio. Promovió la creación de una “Comisaría de Tierra Santa” en Medellín y en septiembre de 1898 el Delegado Apostólico escribió al Obispo que la comunidad franciscana de Bogotá estaba relajada y necesitaba reformar su espíritu trasladándose a Medellín, pero el Superior Martínez no concebía el permiso. De esa fundación y de la salida de Bogotá depende la reforma de la Orden». 
En 1884 Benjamín Maschiantonio, experto en hebreo y griego, al ver que el general Marceliano Vélez había entregado a los jesuitas el Convento y Templo de San Francisco en la Plazuela José Félix de Restrepo, actual Plazuela de San Ignacio, cuando esperaba que le fuera devuelta a la comunidad constructora a principios del siglo, se desanimó. Él había comprado a María Antonio Restrepo de Londoño un solar muy grande en el lugar donde actualmente está el templo de San Antonio y había construido capilla en honor del Santo y un Hospicio. En 1888 se ausentó de Medellín Maschiantonio y le entregó a Eladio Jaramillo, como síndico el hospicio y la capilla o templo de San Antonio. En 1885 vino Francisco Martínez, franciscano español y se encargó del hospicio y del templo, estableció la Venerable Orden tercera y bendijo un viacrucis para la catedral, en construcción de Villanueva. En 1898 llegó Maschiantonio y vio que Medellín y Cali debían agregarse a Bogotá ya que hasta ese momento Medellín era dependiente de la Comisaría de Tierra Santa y Cali de la provincia de Lima.
Allí funcionó por largos años la Comisaría de Tierra Santa encargada de recoger limosnas para la Custodia Franciscana de Tierra Santa en Jerusalén. Hoy, dicha Comisaría funciona en el convento del templo de San Francisco en Bogotá. Los franciscanos Mariano Cid y Gil reformaron el templo totalmente entre 1929 y 1945: tres amplias naves, gran cúpula, la mayor de Medellín, altares preciosos de madera, órgano, decoración y salida a la calle San Juan. Altar Mayor, Comulgatorio y Púlpito fueron destrozados en 1969.

## Horarios de Eucaristías
| Horario de misas                                         |
| Domingos                                                 |
| -------------------------------------------------------- |
| 7 a. m., 9 a. m., 12 m., 4 p. m., 5 p. m.                |
| Lunes a Sábado 7 a. m., 12 m., 4 p. m., 5 p. m., 6 p. m. |